# Miami Arena
La Miami Arena è stato un palazzetto dello sport situato a Miami, in Florida, è stato impiegato per lo svolgimento di partite di basket e concerti. L'impianto è stato utilizzato dai Miami Heat per undici anni ed è stato demolito nel 2008.

## Storia
Miami-Dade Arena
Completata nel 1988 l'arena fu inaugurata con un concerto di Julio Iglesias, ha ospitato grandi eventi come l'edizione del NBA All-Star Game del 1990, e nel 1996 la finale della Stanley Cup della NHL tra Colorado Avalanche e Florida Panthers. La Miami Arena era soprannominata The Pink Elephant, a causa dalla colorazione delle pareti esterne bianco e rosa, la sua capienza è stata una delle più basse di qualsiasi altra arena NBA e NHL. La prima partita giocata dagli Heat nella loro prima casa fu persa contro i Los Angeles Clippers 111-91 il 5 novembre 1988, la prima vittoria arrivò un mese e mezzo dopo contro gli Utah Jazz per 101-80, la più alta media di spettatori a partita fatta registrare fu di 15.055 nel 1993-1994. Inoltre, l'arena ospita a tutt'oggi incontri organizzati da varie federazioni di wrestling ed è stata anche teatro di concerti di grandi star come: Janet Jackson, Aerosmith, David Bowie, U2, Backstreet Boys, Mariah Carey, Ricky Martin, Shakira, Austin Moon (Ross Lynch) e blink-182.